# Macrogalea antanosy
Macrogalea antanosy är en biart som beskrevs av Brooks och Gregory B. Pauly 2001. Macrogalea antanosy ingår i släktet Macrogalea och familjen långtungebin. Inga underarter finns listade i Catalogue of Life.